# Gustaf Westman
Claes Gustaf Westman, född 9 november 1878 i Jönköping, död 8 februari 1932 i Stockholm, var en svensk diplomat och författare.
Gustaf Westman var son till grosshandlaren Anders Gustaf Westman och Emmy Maria Sofia Westring. Efter mogenhetsexamen i Jönköping 1897 blev han juris kandidat vid Uppsala universitet 1903. Efter tingstjänstgöring i olika domsagor blev Westman 1907 sekreterare i konkurslagstiftningskommittén. 1909 antogs han som legationssekreterare över stat i Utrikesdepartementet och förordnades samma år till legationssekreterare i Kristiania. Efter en kortare tjänstgöring i Bryssel blev han 1910 åter legationssekreterare i Kristiania, där han 1911–1913 med olika mellanrum tjänstgjorde som chargé d'affaires. 1913 utnämndes Westman till kansliråd och chef för Utrikesdepartementets rättsavdelning. Han tjänstgjorde 1914 och 1916–1917 vid olika tillfällen som tillförordnad kabinettssekreterare. 1917 utnämndes han till envoyé i disponibilitet. När den lagliga finländska regeringen under inbördeskriget 1918 flyttade till Vasa, sändes Westman som svensk minister en mission spéciale hit. Efter inbördeskriget slut utnämndes han till svensk minister i Helsingfors. 1921 blev han svensk minister i Haag och övergick 1922 i disponibilitet. Under återstoden av sitt liv var han bosatt i Stockholm och sysslade med författarverksamhet. Westman var en av de svenska delegaterna vid förhandlingarna om Spetsbergen 1910 och 1914. 1913 var han delegerad vid fattigvårdskonferensen i Stockholm. Vid kungamötet i Malmö 1914 tjänstgjorde Westman som sekreterare. 1914–1916 innehade han ett särskilt uppdrag i Utrikesdepartementet som stod i samband med viktiga förhandlingar med främmande makter rörande den svenska neutralitetspolitiken. Under dessa förhandlingar besökte han Berlin och Köpenhamn samt vistades under några månader 1916–1917 i London. Westman tjänstgjorde dessutom som sekreterare vid de nordiska ministermötena i Köpenhamn 1916, Kristiania 1916 och Stockholm 1917. Han var ledamot av Statens handelskommission 1915–1917 och 1920–1921. Under de ömtåliga och ytterst betydelsefulla förhandlingar, som den svenska regeringen förde med vissa stormakter, särskilt Storbritannien och Tyskland, och som syftade till att i riskfyllda situationer bevara Sveriges neutralitet, var Westman en av de främsta förhandlingar på svensk sida. Genom sin utrikespolitiska och folkrättsliga sakkunskap och sin diplomatiska skicklighet bidrog han flera gånger på ett avgörande sätt att förhandlingarna kunde föras till ett lyckligt slut. Westman utgav ett par arbeten i folkrättsliga ämnen, Folkrätten och den neutrala handeln (1924) och Kring Genèveprotokollet 1924 (1924). Bland andra böcker märks Fredssaken och försvaret (1927) och hans två i egentlig mening utrikespolitiska böcker Utrikespolitiska siluetter (1928) och Förgånget och levande (1931).